# Крістіна Шиен
Крістіна Шиен (англ. Cristina Sheehan, 26 вересня 1998) — австралійська синхронна плавчиня. Учасниця літніх Олімпійських ігор 2016, де в групових вправах її збірна посіла 8-ме місце